# M. A. Bakeer Markar
Deshamanya Alhaj Mohamed Abdul Bakeer Markar (singhalesisch එම්. ඒ. බාකීර් මාකර්, Tamil பாக்கீர் மாக்கார்; * 22. Mai 1917 in Beruwala, Ceylon; † 10. September 1997 ebenda) war ein sri-lankischer Politiker der United National Party (UNP), der unter anderem zwischen 1978 und 1983 Sprecher des Parlaments sowie von 1988 bis 1993 Gouverneur der Südprovinz war.

## Leben
Alhaj Mohamed Abdul Bakeer Markar begann nach dem Besuch des St. Sebastian’s College in Hulftsdorp sowie des Zahira College in Colombo 1940 ein Studium der Rechtswissenschaften am Sri Lanka Law College (SLLC), welches er 1942 unterbrach und trat daraufhin dem Zivilschutz bei und absolvierte die Zivilschutzausbildung in Hyderabad. Nach Abschluss seines wieder aufgenommenen Studiums nahm er 1950 eine Tätigkeit als Rechtsanwalt (Proctor) auf. Noch während des Studiums wurde er Sprecher des Senats der All Ceylon Muslim League sowie Präsident der All Ceylon Muslim Students Movement. Er war für die United National Party (UNP) 1960 für den Wahlkreis „Beruwala“ erstmals kurzzeitig Mitglied des Abgeordnetenhauses (House of Representatives) von Ceylon, woraufhin I. A. Cader von der Sri Lanka Freedom Party (SLFP) neuer Abgeordneter wurde. Im April 1965 wurde er als Nachfolger von Cader wieder Mitglied des Abgeordnetenhauses und vertrat bis zu seiner Ablösung durch Cader im März 1970 abermals den Wahlkreis „Beruwala“. 1977 wurde er Mitglied der nunmehrigen Nationalen Staatsversammlung (National State Assembly) sowie 1978 schließlich Mitglied des Parlaments von Sri Lanka.
Als Nachfolger von I. A. Cader wurde Markar am 4. August 1977 zunächst als Deputy Speaker and Chairman of Committees stellvertretender Präsident des Parlaments sowie Vorsitzender der Parlamentsausschüsse. Nach dem Rücktritt von Anandatissa de Alwis am 13. September 1978 wurde er am 21. September 1978 dessen Nachfolger als Speaker sowie damit als Präsident des Parlaments, während Norman Waidyaratne neuer stellvertretender Präsident des Parlaments sowie Vorsitzender der Parlamentsausschüsse wurde. Das Amt des Parlamentssprechers übte Markar bis zum 30. August 1983 aus und wurde im Anschluss am 7. September 1983 von E. L. Senanayake abgelöst.
M. A. Bakeer Markar selbst übernahm anschließend im Kabinett von Premierminister Ranasinghe Premadasa zwischen 1983 und 1988 den Posten als Minister ohne Geschäftsbereich. Nach seinem Ausscheiden aus der Regierung wurde er am 13. Juni 1988 erster Gouverneur der Südprovinz und bekleidete dieses Amt bis zu seiner Ablösung durch Leslie Mervyn Jayaratne im Dezember 1993. 1992 wurde ihm der Titel Deshamanya verliehen, die zweithöchste Auszeichnung von Sri Lanka, die von der Regierung als Ehrung besonderer Bürger vergeben wird.
Aus seiner Ehe mit Sithy Kadija Muhammad Raffai gingen acht Kinder hervor, darunter Imthiaz Bakeer Markar (* 1953), der unter anderem zwischen 2001 und 2003 Minister für Massenkommunikation war.